# Cecilia van Urgell
Cecilia van Urgell ( - Balaguer, 16 juni 1384) was gravin van Urgell en burggravin van Turenne.

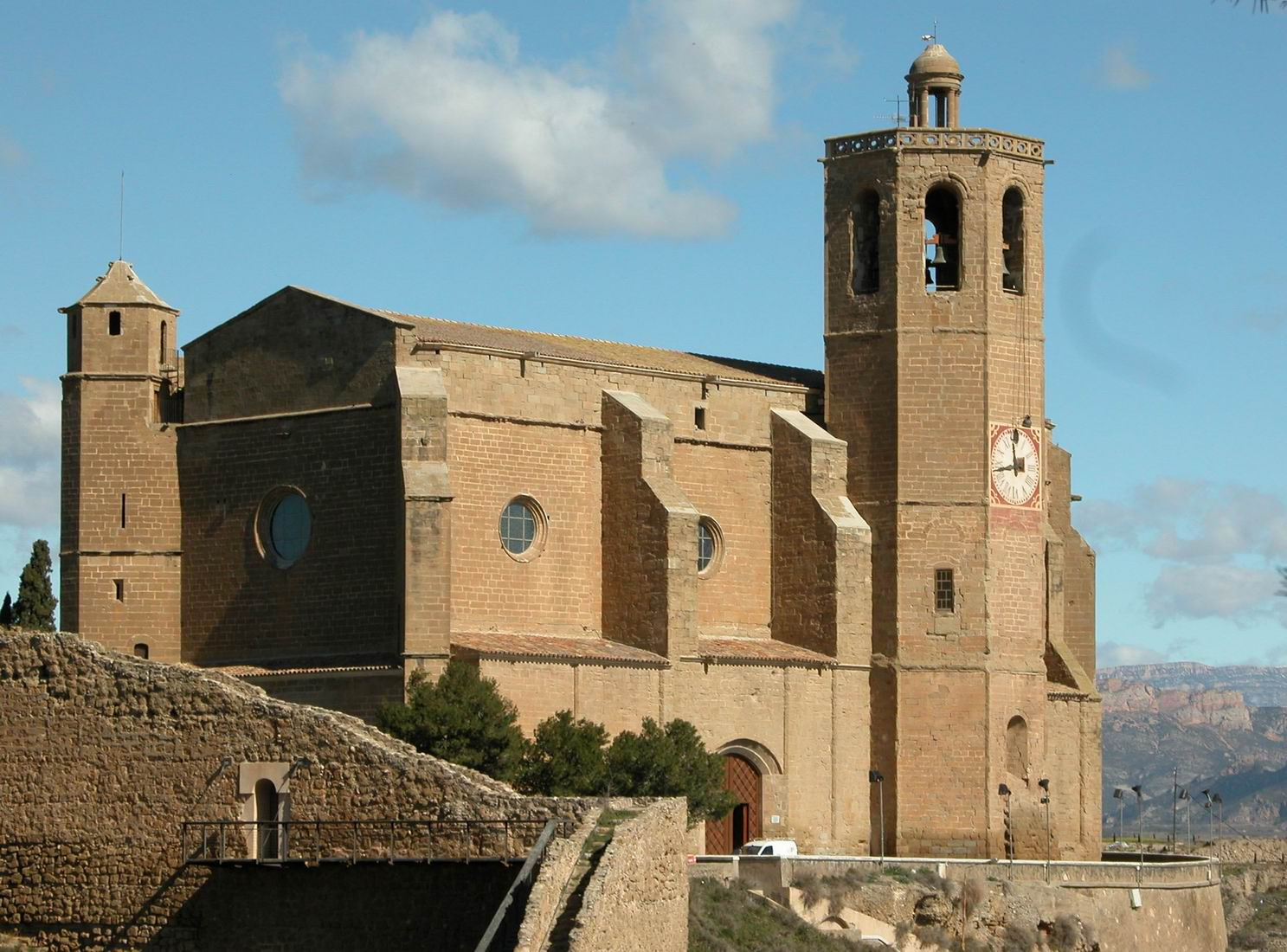
De kerk van Santa Maria de Balaguer, die Cecilia van Urgell liet bouwen

Cecilia was een dochter van Bernard VIII van Comminges en Marta de la l'Isle Jourdan.
In 1336 trouwde zij met Jacobus I van Urgell. Het kleine graafschap Turenne in het departement van Corrèze werd daarbij als bruidsschat ingebracht. Dit graafschap was een van de rijkste van de streek Limousin.
Toen haar broer Johan van Comminges in 1339 overleed erfde Cecilia de bezittingen van het Huis van Comminges. Om te voorkomen dat deze daarna opnieuw aan het koninkrijk van Aragón zouden toevallen besloot ze dat haar neef Pedro-Ramón van Comminges moest trouwen met haar zuster, Johanna, zodat deze erfgenaam werd.
In 1347 stierf Jacobus I van Urgell, slechts 27 jaar oud. De laatste jaren van zijn leven was hij in dienst geweest als procureur-generaal van koning Alfons IV van Aragón. Door zijn eigen toedoen en dat van zijn stiefmoeder Eleonora van Castilië had hij een deel van zijn graafschappen, Alos, Ivars en Meiá verloren en het graafschap verkeerde in een economische crisis.
Na de dood van Jacobus wist Cecilia de financiën van het graafschap op orde te brengen. Ze reorganiseerde het belastingsysteem en het systeem van inkomsten en uitgaven.
In 1350 verkocht zij het graafschap Turrenne aan haar zwager Guillaume III Roger de Beaufort, een neef van paus Clemens VI. Dit leverde zoveel geld op dat kastelen en burchten gerestaureerd en nieuwe vestingen gebouwd konden worden. Dankzij Cecilia beleefde het graafschap een belangrijke bloeiperiode en een belangrijk deel van het culturele erfgoed van Urgell is dankzij haar bewaard gebleven.
Na de dood van Jacobus trokken Cecilia en haar zoon Peter van Lerida naar Balaguer, waar ze volgens het testament van haar man een franciscaner nonnenklooster, Santa Clara, liet bouwen. Volgens de bronnen werd daartoe een gift van 50.000 sueldos gedaan. Ook liet ze de kerk van Santa Maria de Balaguer bouwen. Haar zoon Peter werd een van de rijkste edelen van Spanje.
Ze hielden zich hierna verre van het hof van Peter IV van Aragón. Waarschijnlijk zagen ze hem als de voornaamste oorzaak van het debacle van Jacobus.
Na haar dood werd Cecilia opgebaard in de kerk van Nuestra Señora de Almata in Balaguer.

## Nageslacht
Met Jacobus I van Urgell:
- Peter II van Urgell (1340-1408), graaf van Urgell.
- Isabel van Aragón, later getrouwd met Folc II de Cardona.